# ムースヘッド
ムースヘッド（Moosehead）は、カナダのビール醸造会社及びブランドである。ラベルのマークはムースの頭部。
カナダ最古の独立系ビール会社。創業者はスザンナ・オランド（Susannah Oland）で、現在も6代目のオランド家経営者によって、100%カナダ資本で経営されている。
1867年にカナダ・ノバスコシア州ダートマス（現在のハリファックス地域都市圏の一部）で創業された。その後二度の大火を経て、ニューブランズウィック州セント・ジョンに本社を移す。
現在はカナダ全国及び世界15カ国にて販売されている。1980年代にはアメリカ合衆国では人気のある輸入ビールだったが、低価格路線になって人気が落ちた。

## 製品一覧
ムースヘッドの主な製品は下記の通り。
- ムースヘッド・ラガー（Moosehead Lager）：1867年の創業時からのラガー商品。
- ムースヘッド・ライト（Moosehead Light）：アルコール4%のラガー。
- ムースヘッド・ペール・エール（Moosehead Pale Ale）：アルコール5%のエール。
- アルパイン・ラガー（Alpine Lager）：1937年発売
- アルパイン・ライト（Alpine Light）
- クランシーズ・アンバー・エール（Clancy's Amber Ale）：オンタリオ州で地ビールとして生産。
- ムースヘッド・プレミアム・ドライ（Moosehead Premium Dry）
- ムースヘッド・ドライ・アイス（Moosehead Dry Ice）
- テン・ペニー・オールドストック・エール（Ten-Penny Old Stock Ale）
- コールド・フィルタード・ライト・バイ・ムースヘッド（Cold Filtered Light by Moosehead）